# Fernsehturm Dalian
Der Fernsehturm Dalian ist ein 190,5 Meter hoher Fernsehturm mit einer Aussichtsplattform in Dalian, Volksrepublik China. Der 1990 fertiggestellte Fernsehturm Dalian ist als Besonderheit an seiner Außenseite von einer Stahlfachwerkkonstruktion umgeben.

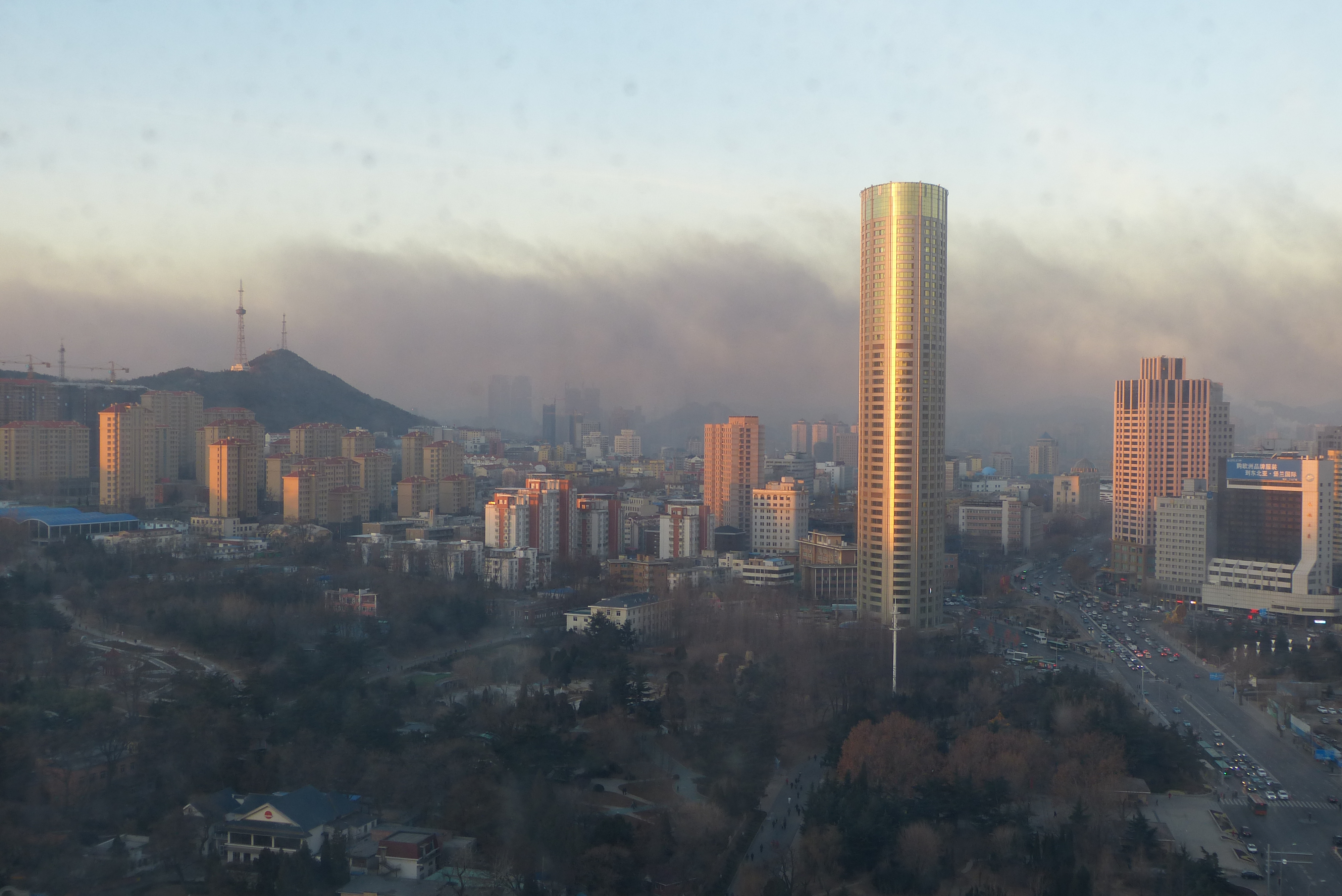
Blick vom Kempinski Hotel über den Laodong Park, links im Bild der Dalian Fernsehturm